# Marko Ljuljić
Marko Ljuljić (Mojkovac, 21. travnja 1990.) crnogorski je košarkaški centar koji trenutno igra za mostarski Zrinjski.
Nastupao je Stockholm Eaglese, Centar, Sutjesku, tivatski Teodo, Jedinstvo i Vardu.
Nastupajući za KK Ibar Rožaje u 27 utakmica zabio je 552 koša zbog čega je proglašen najboljim igračem ligaškog dijela crnogorskog prvenstva sezone 2015./16.
Igrao je za Crnogorsku reprezentaciju do 20 godina s kojom je nastupio na Europskom prvenstvu 2008. u latvijskoj Rigi, a godinu prije nastupio je na istom natjecanju s reprezentacijom do 18 godina.